# Friesodielsia biglandulosa
Friesodielsia biglandulosa är en kirimojaväxtart som först beskrevs av Carl Ludwig von Blume, och fick sitt nu gällande namn av Cornelis Gijsbert Gerrit Jan van Steenis. Friesodielsia biglandulosa ingår i släktet Friesodielsia och familjen kirimojaväxter. Inga underarter finns listade i Catalogue of Life.